# Hideto Kanai
Hideto Kanai (jap. 金井 英人, Kanai Hideto; * 1931 in der Präfektur Tokio; † 8. April 2011) war ein japanischer Jazzmusiker (Kontrabass).

## Wirken
Hideto Kanai spielte ab Mitte der 1950er-Jahre in der Tokioter Jazzszene; 1956 gehörte er der von Musikern wie Masabumi Kikuchi und Masahiko Togashi organisierten Jazzakademie an. Erste Aufnahmen entstanden 1957/58 u. a. mit der Sängerin Kiyoko Maruyama. Er war in dieser Zeit auch Mitglied der All-Stars-Band des Swing Journal und trat mit einer kollektiv organisierten Bigband auf (Modern Jazz Composer's Corner). In den frühen 1960er-Jahren spielte er mit Yosuke Yamashita; mit dem Gitarristen Masayuki Takayanagi und dem Künstler Isamu Kageyama gründete Kanai 1965 das (ähnlich wie der AACM orientierte) Musiker-Kollektiv New Century Music Research Workshop.
Nach mehreren Jahren ohne Aufnahmetätigkeit spielte Kanai 1971 sein am Postbop orientiertes Debütalbum Q ein, an dem u. a. Masamichi Suzuki, Kohsuke Mine, Allan Praskin, Tadayuki Harada und Motohiko Hino mitwirkten. In den 1970er-Jahren arbeitete er außerdem mit Toshiyuki Miyama, Shuko Mizuno, Tatsuya Nakamura und in der Formation Tea and Company. 1978 entstand in Quintettbesetzung sein Album Concierto de Aranjuez (Three Blind Mice, mit Toshihiko Inoue, Mikinori Fujiwara, Yoshito Ohsawa, Mike Reznikoff), in ähnlicher Besetzung (mit Pianist Fumio Yasuda) gefolgt von dem Mingus-Tributalbum What.
In den 1980er und frühen 1990er Jahren arbeitete er noch mit Tatsuya Nakamura, Yoshiaki Miyanoue, Takayuki Kato und Mikinori Fujiwara. Im Bereich des Jazz war er zwischen 1957 und 1991 an 27 Aufnahmesessions beteiligt.